# ماکسیموفکا (استان آمور)
ماکسیموفکا (به لاتین: Maksimovka) یک منطقهٔ مسکونی در روسیه است که در استان آمور واقع شده‌است.